# Avenue Jules Vandeleene
L'avenue Jules Vandeleene est une rue bruxelloise de la commune d'Auderghem qui prolonge l'avenue Joseph-Jean Gossiaux jusqu'à l'avenue Ginette Javaux sur une longueur de 130 mètres.

## Historique et description
Cette voie a été nommée le 13 décembre 1949, d'après l'artiste-peintre Jules Vandeleene de son vivant, treize ans avant sa mort à Auderghem, en 1962. On y avait déjà construit quelques maisons avant que la rue ne reçoive un nom.
Auderghem possède de lui une aquarelle, Le pont de Sospel. 
- Premier permis de bâtir délivré le 28 mars 1949 pour le n° 4.